# Donna Corcoran
Donna Corcoran (* 29. September 1942 in Quincy, Massachusetts) ist eine US-amerikanische Kinderdarstellerin, die in den 1950er-Jahren in über einem Dutzend Filmen und Fernsehserien mitwirkte. Ihre bekannteste Rolle spielte sie 1952 an der Seite von Marilyn Monroe in Versuchung auf 809.

## Leben
Donna Corcoran wurde am 29. September 1942 als eines von acht Geschwistern in Quincy, Massachusetts geboren. 1951 erhielt sie ihre erste Filmrolle in Angels in the Outfield an der Seite von Paul Douglas und Janet Leigh. 1952 hatte sie einen nicht im Abspann genannten Auftritt in der Liebeskomödie Die süße Falle. Drei ihrer jüngeren Geschwister wurden später ebenfalls Schauspieler: Noreen (1943–2016), Kevin (1949–2015) und Kelly Corcoran (1958–2002).
Ihre bekanntesten Filmauftritt hatte Donna Corcoran 1952 in der Rolle der Bunny Jones an der Seite von Marilyn Monroe in dem Thriller Versuchung auf 809. Des Weiteren war sie 1952 und 1953 in den beiden Musikfilmen Die goldene Nixe und Die Wasserprinzessin mit Esther Williams zu sehen. 1953 spielte Corcoran die titelgebende Hauptrolle als Waisenkind Patsy in Jean Negulescos Drama Skandal um Patsy, in welchem Greer Garson und Walter Pidgeon ihre Adoptiveltern verkörperten.
Neben ihrer Filmkarriere wirkte Corcoran auch als Gast in mehreren Fernsehserien mit. 1955 beendete sie mit einer Rolle in Das Schloß im Schatten an der Seite von Stewart Granger ihre Filmkarriere mit dreizehn Jahren, trat jedoch noch bis 1963 in Fernsehserien auf, darunter in jeweils einer Folge von Wells Fargo und Meine drei Söhne.

## Filmografie
- 1951: Angels in the Outfield
- 1952: Die süße Falle (Love is Better Than Ever; nicht im Abspann genannt)
- 1952: Young Man with Ideas
- 1952: Versuchung auf 809 (Don't Bother to Knock)
- 1952: Die goldene Nixe (Million Dollar Mermaid)
- 1953: The Life of Riley (Fernsehserie, eine Folge)
- 1953: Skandal um Patsy (Scandal at Scourie)
- 1953: Die Wasserprinzessin (Dangerous When Wet)
- 1953: Im wilden Westen (Death Valley Days; Fernsehserie, eine Folge)
- 1954: Treue (Gypsy Colt)
- 1955: Das Schloß im Schatten (Moonfleet)
- 1955: TV Reader’s Digest (Fernsehserie, eine Folge)
- 1957: Cavalcade of America (Fernsehserie, eine Folge)
- 1957: Make Room for Daddy (Fernsehserie, eine Folge)
- 1960: Wells Fargo (Fernsehserie, eine Folge)
- 1963: Meine drei Söhne (My Three Sons; Fernsehserie, eine Folge)